# Храм Владимирской иконы Божией Матери (Ливаны)
Храм Владимирской иконы Божией Матери в Ливаны — православный храм в городе Ливаны в Латвии. Построен в Псково-Новгородском стиле по проекту рижского синодального архитектора Владимира Шервинского. Освящён впервые 3 июня 1938 года и вновь после воссоздания 8 сентября 2007 года.

## История
Инициатором постройки храма для небольшого православного прихода города Ливаны был врач Христофор Альбицкий (род. 9 мая 1875 года в России, окончил Дерптский университет,, служил в Петербурге, состоял в Русской добровольческой армии). У него в городе имелась практика на ул. Заля, 22. Синодальный архитектор Владимир Максимович Шервинский предложил спроектировать храм в Псково-Новгородском стиле, эта идея приходу понравилась. Для храма было отведено 3 гектара земли в границах города.
22 июня 1936 года Шервинский принял готовый фундамент для новой каменной церкви в городе Ливаны. В сентябре 1937 года протоиерей Николай Намниек провёл богослужение в честь закладки храма размером 7,6 на 8,6 м, строившегося из бетона.
В связи с переводом протоиерея Николая в Рижский кафедральный собор с 1 января 1938 года в Ливанском приходе служил священник Екабпилсской церкви отец С. Покровский. В это время в Ливанском латышском православном приходе числилось 160 человек во главе со старостой Яковом Приеде.
Строительные работы велись строго по проекту под контролем доктора Христофора Альбицкого, которого Шервинский характеризовал так: «Сам человек с большим художественным вкусом, он не допускал ни малейшего отступления, а когда бывали сомнения, сейчас же вызывал меня». Шервинский настоял, чтобы Псково-Новгородский стиль был соблюдён не только во внешнем облике церкви, но и в отделке интерьера, где стены штукатурили по старинному методу, кельмами, сохраняя их неровность.
Освящение храма 3 июня 1938 года провёл Митрополит Рижский и всея Латвии Августин (Петерсон). В храме требовалось закончить отделку и внутреннее убранство, но в 1939 году Альбицкий уехал в Германию и храм так и не был завершён, однако действовал до 1957 года, когда был закрыт.
В 1960 году с него был демонтировали купол, разрушили звонницу, а само здание превратили в склад. В таком виде он просуществовал до 1986 года, когда местный архитектор Интис Свирскис взял храм под застройку дома.
В 1989 году священник Свято-Духовской церкви г. Екабпилса Пётр Федотов-Иванов и православные жители Ливаны обратились в горисполком с требованием вернуть храм церкви. Однако застройщик И.Свирскис отказывался сделать это. В результате судебного процесса община в 1993 году получила храм в собственность, выплатив Свирскису денежную компенсацию за затраченные стройматериалы.
В 1997 году началось восстановление храма после того, как 7 ноября 1997 года Ливанский приход возглавил в соответствии с указом Высокопреосвященнейшего Александра, Митрополита Рижского и всея Латвии иерей Михаил Стойко из Борисоглебского собора Даугавпилса.
8 сентября 2007 года, в день сретения Владимирской иконы Божией Матери, храм заново освятил епископ Даугавпилсский Александр.